# Rheumaptera diluta
Rheumaptera diluta là một loài bướm đêm trong họ Geometridae.